# Nova União (Minas Gerais)
Nova União est une municipalité brésilienne de l'État du Minas Gerais et la Microrégion d'Ipatinga.